# Lim Pisoth
Lim Pisoth (Nom Pen, 29 de agosto de 2001) es un futbolista camboyano que juega en la demarcación de extremo para el Phnom Penh Crown de la Liga C de Camboya.

## Selección nacional
Tras jugar en varias categorías inferiores de la selección, finalmente hizo su debut con la selección de fútbol de Camboya en un partido de clasificación para la Copa Mundial de Fútbol de 2022 contra Baréin que finalizó con un resultado de 8-0 tras los goles de Mohamed Al-Romaihi y Jasim Al-Shaikh, y los dobletes de Kamil Al-Aswad, Ali Madan y Ismail Abdul-Latif.

### Goles internacionales
| # | Fecha                   | Estadio                                          | Oponente | Gol | Resultado | Competición                       |
| - | ----------------------- | ------------------------------------------------ | -------- | --- | --------- | --------------------------------- |
| 1 | 29 de diciembre de 2022 | Estadio Nacional Morodok Techo, Nom Pen, Camboya | Brunéi   | 4–1 | 5-1       | Copa Mitsubishi Electric AFF 2022 |
| 2 | 29 de diciembre de 2022 | Estadio Nacional Morodok Techo, Nom Pen, Camboya | Brunéi   | 5–1 | 5-1       | Copa Mitsubishi Electric AFF 2022 |

## Clubes
| Club             | País    | Año   | Partidos | Goles |
| ---------------- | ------- | ----- | -------- | ----- |
| Phnom Penh Crown | Camboya | 2019- | 22       | 13    |